# Olavius separatus
Olavius separatus är en ringmaskart som beskrevs av Erséus 1993. Olavius separatus ingår i släktet Olavius och familjen glattmaskar. Inga underarter finns listade i Catalogue of Life.